# Henryk Szczepański
Henryk Szczepański (ur. 7 października 1933 w Wejherowie, zm. 30 stycznia 2015 w Warszawie) – polski piłkarz grający na pozycji obrońcy, trener. Olimpijczyk z Rzymu 1960.

## Kariera piłkarska
Henryk Szczepański karierę piłkarską zaczynał w zakładowym klubie Stal Bydgoszcz i Polonii Bydgoszcz. W latach 1957–1960 był piłkarzem ŁKS Łódź, z którym w 1957 zdobył Puchar Polski, a w następnym roku mistrzostwo kraju. W 1960 roku, wraz z Romanem Koryntem wygrał „Złotego Buta” w plebiscycie „katowickiego Sportu”. W 1961 przeszedł do Odry Opole, z którą zajął w sezonie 1963/1964 3. miejsce (najwyższe miejsce w historii Odry w ekstraklasie). W klubie tym grał do 1967.

## Kariera reprezentacyjna
W reprezentacji Polski debiutował 29 września 1957 w Sofii w zremisowanym meczu towarzyskim z Bułgarią (1:1). Brał udział w igrzyskach olimpijskich 1960 w Rzymie. Ostatni mecz Henryka Szczepańskiego w reprezentacji miał miejsce 1 listopada 1965 roku w Rzymie, w przegranym 1:6 meczu z Włochami w ramach eliminacji do mistrzostw świata 1966. Łącznie w biało-czerwonych barwach rozegrał 45 oficjalnych spotkań, w tym w 24 meczach zakładał opaskę kapitańską.

## Kariera trenerska
Po zakończeniu kariery piłkarskiej pracował jako trener, m.in. w warszawskiej Gwardii, Olimpii Poznań, Motorze Lublin i OKS OZOS Olsztyn.

## Osiągnięcia piłkarskie

### ŁKS Łódź
- Mistrz Polski: 1958
- Puchar Polski: 1957

### Odra Opole
- 3. miejsce w ekstraklasie: 1964
- Półfinał Pucharu Polski: 1962
- Półfinał Pucharu Intertoto: 1964